# رشيد الهجري
رشيد بن عقبة الهجري  هو أحد أصحاب النبي محمد   وأحد أنصار علي بن أبي طالب  ويعد من أصحاب الامام الحسن والامام الحسين أصله من هجر، قال فيه محمد «زيد مازيد تسبقه يده إلى الجنة ثم يتبعها جسده وقد قطعت يده» قتل في الكوفه بعد عام 45 هـ ودفن بعد مقتله في العراق في مدينة الكوفة

## حياته
رشيد الهجري من خواصّ أصحاب أمير المؤمنين، وقد علّمه الإمام علم المنايا والبلايا، فكانوا يلقبونه رشيد البلايا. وفي دلائل الطبري (بوّاب الحسين رشيد الهجري) .
وقد أخبره أمير المؤمنين بكيفية شهادته. ففي البحار : ج 41 / ص 345 عن زياد بن النضر الحارثي قال : « كنت عند زياد ابن أبيه، وقد أُتي برشيد الهجري، وكان من خوّاص أصحاب علي=.
فقال : له ما قال لك خليلك إنّا فاعلون بك ؟
قال : تقعطون يدي ورجلي وتصلبوني .
فقال زياد : أما والله لأكذبنّ حديثه، خلّوا سبيله .
فلمّا أراد أن يخرج، قال : ردّوه لا نجد لك شيئاً أصلح ممّا قال صاحبك، إنّك لا تزال تبغي لنا سوء إن بقيت. اقطعوا يديه ورجليه، فقطعوا يديه ورجليه، وهو يتكلّم فقال : اصلبوه خنقاً في عنقه .
فقال رشيد : وقد بقي لي عندكم ما أراكم فعلتموه .
فقال زياد : اقطعوا لسانه .
فلمّا اخرجوا لسانه ليقطع قال : نفسّوا عنّي أتكلّم كلمة واحدة، فنفسّوا عنه. فقال : والله هذا تصديق خبر أمير المؤمنين أخبرني بقطع لساني .
فقطعوا لسانه وصلبوه » .
وله قصة غريبة تدلّ على أنّه كان من أولياء الله، ومن الأبدال، فقد روى المفيد في الاختصاص بسنده يرفعه إلى رشيد الهجري قال : « لمّا طلب زياد أبو عبيد الله رشيد الهجري اختفى رشيد الهجري، فجاء ذات يوم إلى أبي اراكة، وهو جالس على بابه في جماعة من أصحابه، فدخل منزل أبي اراكة، ففزع لذلك أبو اراكة، وخاف، فقام ودخل في اثره .
فقال : ويحك قتلتني، وايتمت ولدي، وأهلكتهم .
قال وماذاك ؟
قال : أنت مطلوب، وجئت حتّى دخلت داري، وقد راك من كان عندي .
فقال : ما راني أحد .
قال : وتسخر بي أيضاً ؟
فأخذه وشدّه كتافاً، ثمّ أدخله بيتاً، واغلق عليه بابه، ثمّ خرج إلى أصحابه فقال لهم : أنّه خيّل إليّ أن رجلاً شيخاً قد دخل داري آنفاً .
قالوا : ما راينا أحداً، فكرّر ذلك عليهم كلّ ذلك .
يقولون ما راينا أحداً .
فسكت عنهم، ثمّ إنّه تخوف أن يكون قد راه غيرهم، فذهب إلى مجلس زياد ليتجسّس زياد، وقعد عنده، وكان الذي بينهما لطيف .
قال فبينا هو كذلك إذ أقبل رشيد على بغلة أبي اراكة مقبلاً نحو مجلس زياد .
فلمّا نظر إليه أبو اراكة، تغيّر وجهه، واسقط ما بيده، وأيقن بالهلاك .
فنزل رشيد عن البغلة، وأقبل إلى زياد، فسلّم عليه، فقام إليه زياد، واعتنقه فقبّله .
ثمّ سأله : كيف قدمت ؟ ومَن خلّفت ؟ وكيف كنت في مسيرك ؟
وأخذ لحيته، ثمّ مكث هنيئه، ثمّ قام فذهب .
فقال : أبو اراكة لزياد أصلح الله الأمير مَن هذا الشيخ ؟
قال : هذا أخ من إخواننا من أهل الشام، قدم علينا زائراً .
فانصرف أبو اراكة إلى منزله، فإذا رشيد بالبيت كما تركه .
فقال له أبو اراكة : اما إذا كان عندك من العلم كلّ ما أرى فاصنع كما بدا لك، وادخل علينا كيف شئت ». الاختصاص : ص 79 .